# カウホラヌイマフ
カウホラヌイマフは、古代ハワイ（ピリ王朝）のハワイ島のアリイ。
カホウカプとラアカプの息子で後継者。クアイワの孫だった。
2人の貴族ネウラとワイオレアと結婚した。2人は姉妹で、マウイ島出身だったが、両親は不明。
ネウラとカウホラヌイマフは、叔母と結婚したキハヌイルルモクの親だった。また、リロアの祖父母であり、カメハメハ1世の祖先でもあった。